# كلينت ديفيز
كلينت ديفيز (بالإنجليزية: Clint Davies)‏ (24 أبريل 1983 ببرث في أستراليا - ) هو لاعب كرة قدم أسترالي في مركز حراسة المرمى. لعب مع برادفورد سيتي وبرمنغهام سيتي ونادي بريستول سيتي ونادي هاليفاكس تاون ونونيتون بورو ‏ ونادي تاموورث ونادي وكينغ.

## وصلات خارجية
- كلينت ديفيز على موقع قاعدة بيانات كرة القدم.إي يو (الإنجليزية)
- كلينت ديفيز على موقع Soccerbase.com (لاعب) (الإنجليزية)